# MALBA

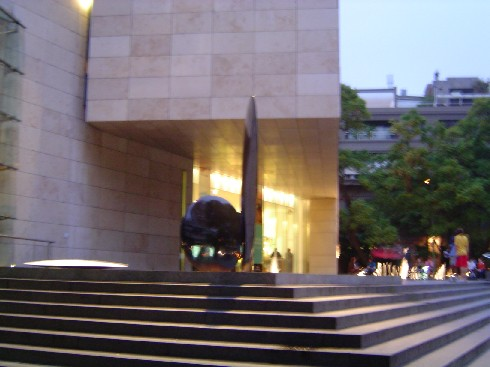

MALBA (Museo de Arte Latinoamericano de Buenos Aires) en ett konstmuseum och institution i Barrio Palermo i centrala Buenos Aires.  Museet öppnades mitt under den ekonomiska krisen 2001 efter en donation från konstsamlare och affärsmannen Eduardo F. Costantini.
MALBA:s uppgift är att samla, bevara, forska om och marknadsföra latinamerikansk nittonhundratalskonst. MALBA lägger stor vikt vid att sprida kunskap om latinamerikansk konst till allmänheten både i och utanför Argentina och har ett ambitiöst utbildningsprogram. 
Museet hjärta är Constantinikollektionen som innehåller mer än två hundra verk, inklusive teckningar, målningar, skulpturer av 78 konstnärer från Argentina, Brasilien, Colombia, Costa Rica, Kuba, Ecuador, Mexiko, Uruguay och Venezuela.